# 布吕克斯大道
布吕克斯大道（Boulevard de l'Amiral-Bruix）是巴黎十六区的一条街道，得名于布吕克斯上将（Étienne Eustache Bruix）。它是三条并非以法国元帅命名的三条元帅大道之一。它全长720米，宽40米。它北到马拉科夫大街（avenue de Malakoff）和马约门广场（place de la Porte-Maillot），南到德·拉特尔·德·塔西尼元帅广场（place du Maréchal-de-Lattre-de-Tassigny），接拉纳大道。1932年以前，它曾是拉纳大道的一部分。